# Derelophis viettei
Derelophis viettei là một loài bọ cánh cứng trong họ Cerambycidae.